# Audi Nuvolari Quattro

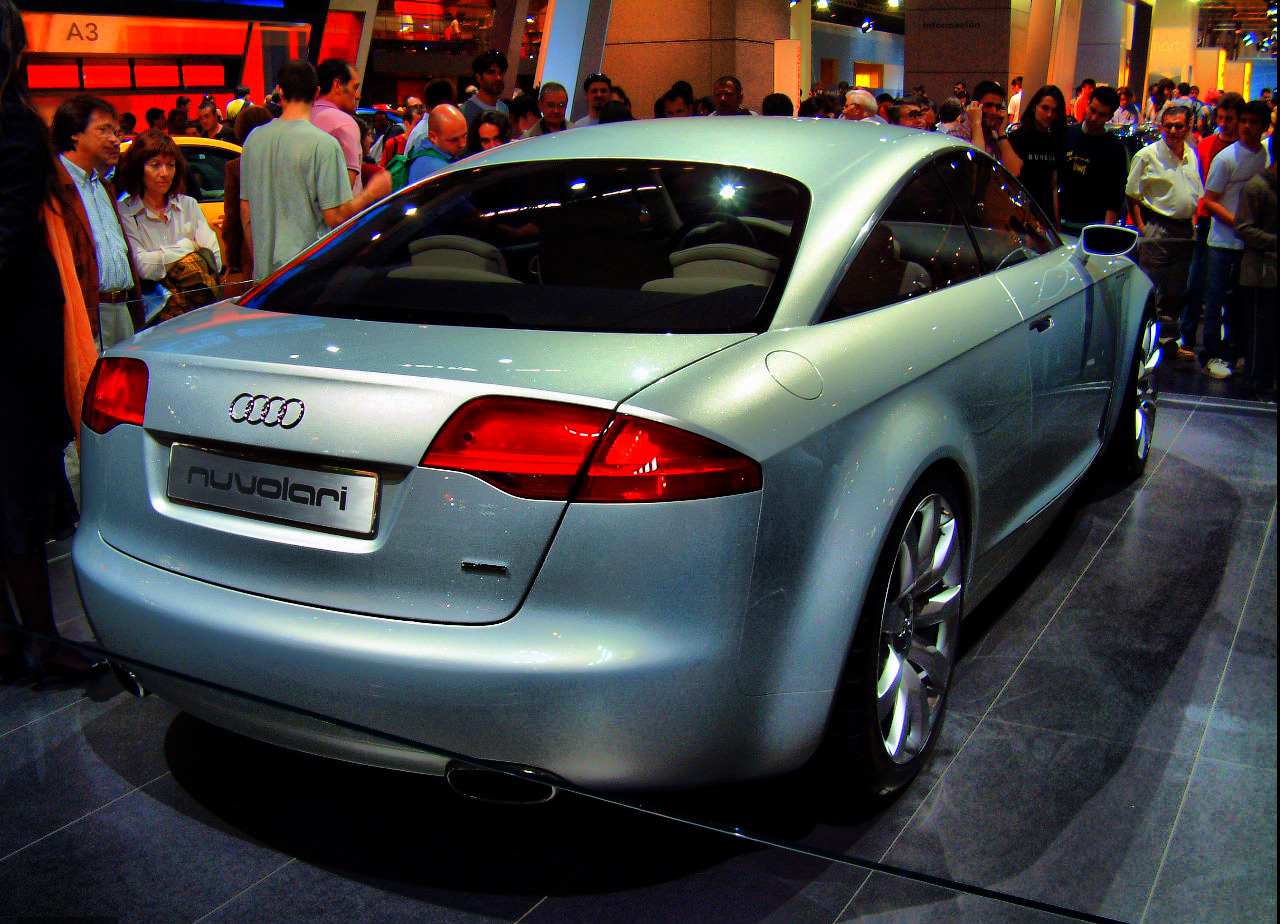
Audi Nuvolari Quattro

Audi Nuvolari Quattro, konceptbil från Audi som fått sitt namn efter racerföraren Tazio Nuvolari. Bilen premiärvisades på Internationella bilsalongen i Genève år 2003.